# Ceglédi szállások megállóhely
Ceglédi szállások megállóhely egy Pest vármegyei vasúti megállóhely, Cegléd településen, a MÁV üzemeltetésében. A városközpont keleti szélén található, Bede városrésztől nyugatra, közúti megközelítését a 4609-es út biztosítja. A megállóhelyen a személyforgalom 2021. december 11-én megszűnt.

## Vasútvonalak
A megállóhelyet az alábbi vasútvonalak érintik:
- Cegléd–Szeged-vasútvonal

## Kapcsolódó állomások
A megállóhelyhez az alábbi állomások vannak a legközelebb:
- Cegléd vasútállomás (Cegléd–Szeged-vasútvonal)
- Nyársapát vasútállomás (Cegléd–Szeged-vasútvonal)

## Képek

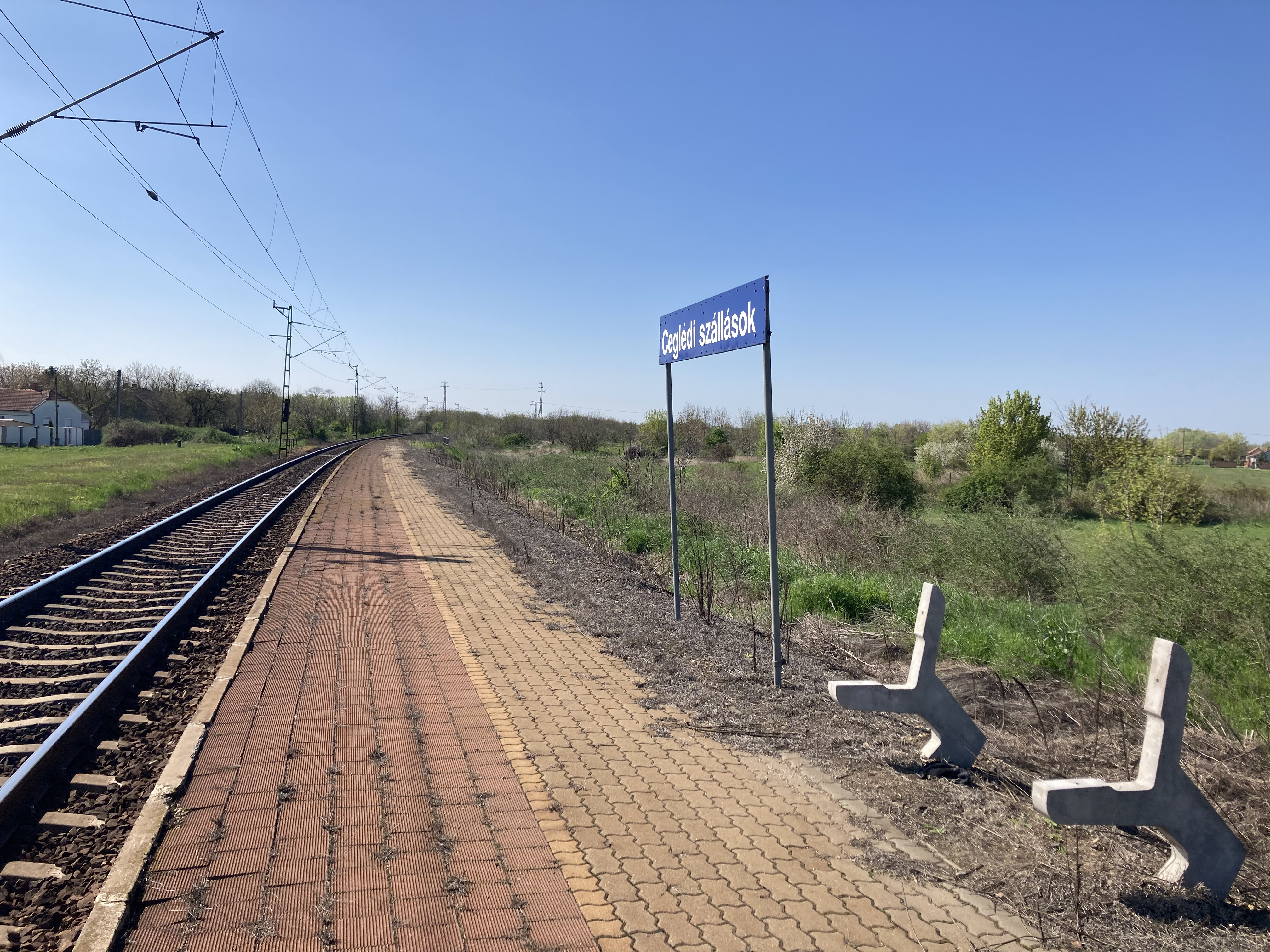
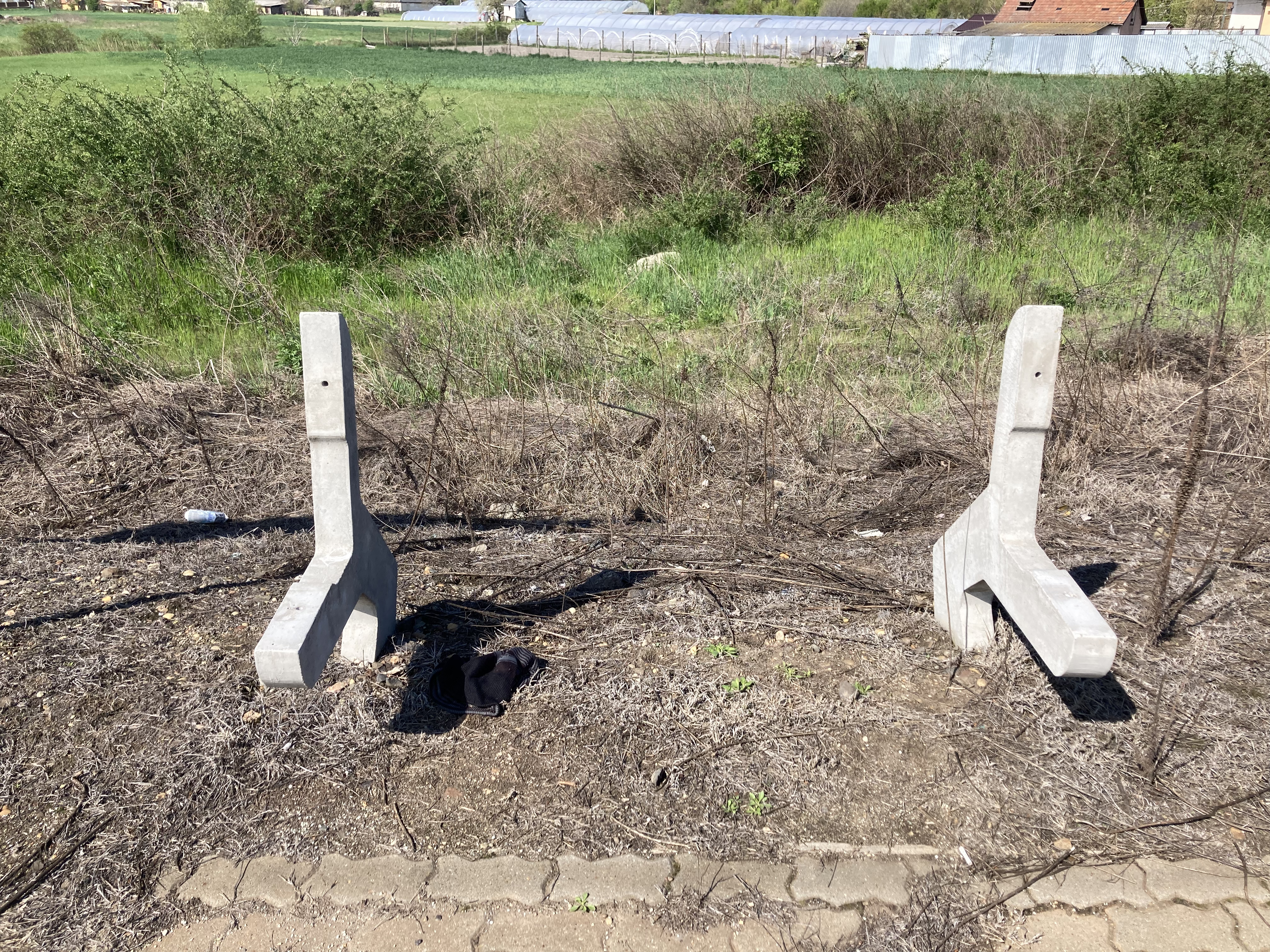
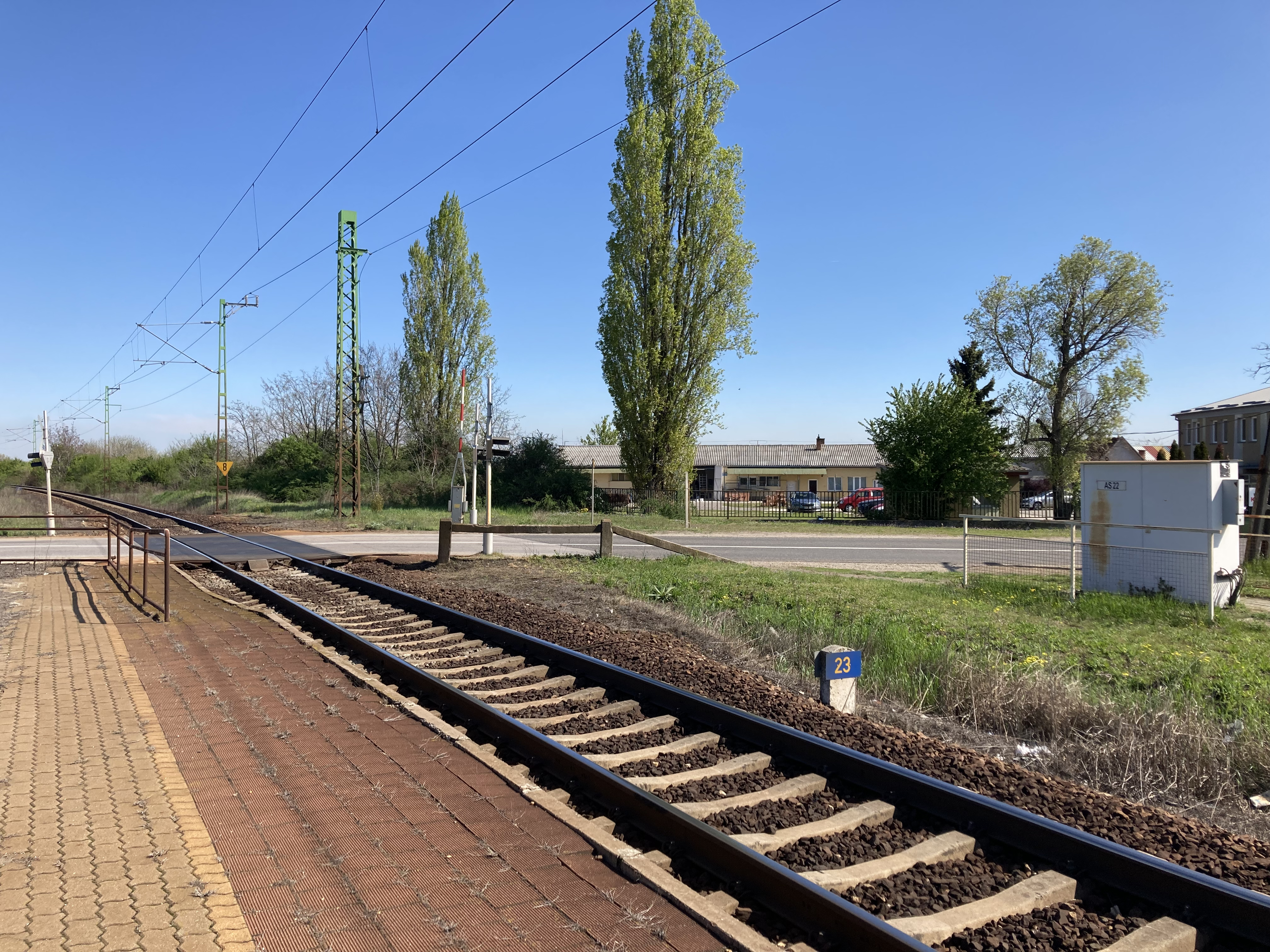
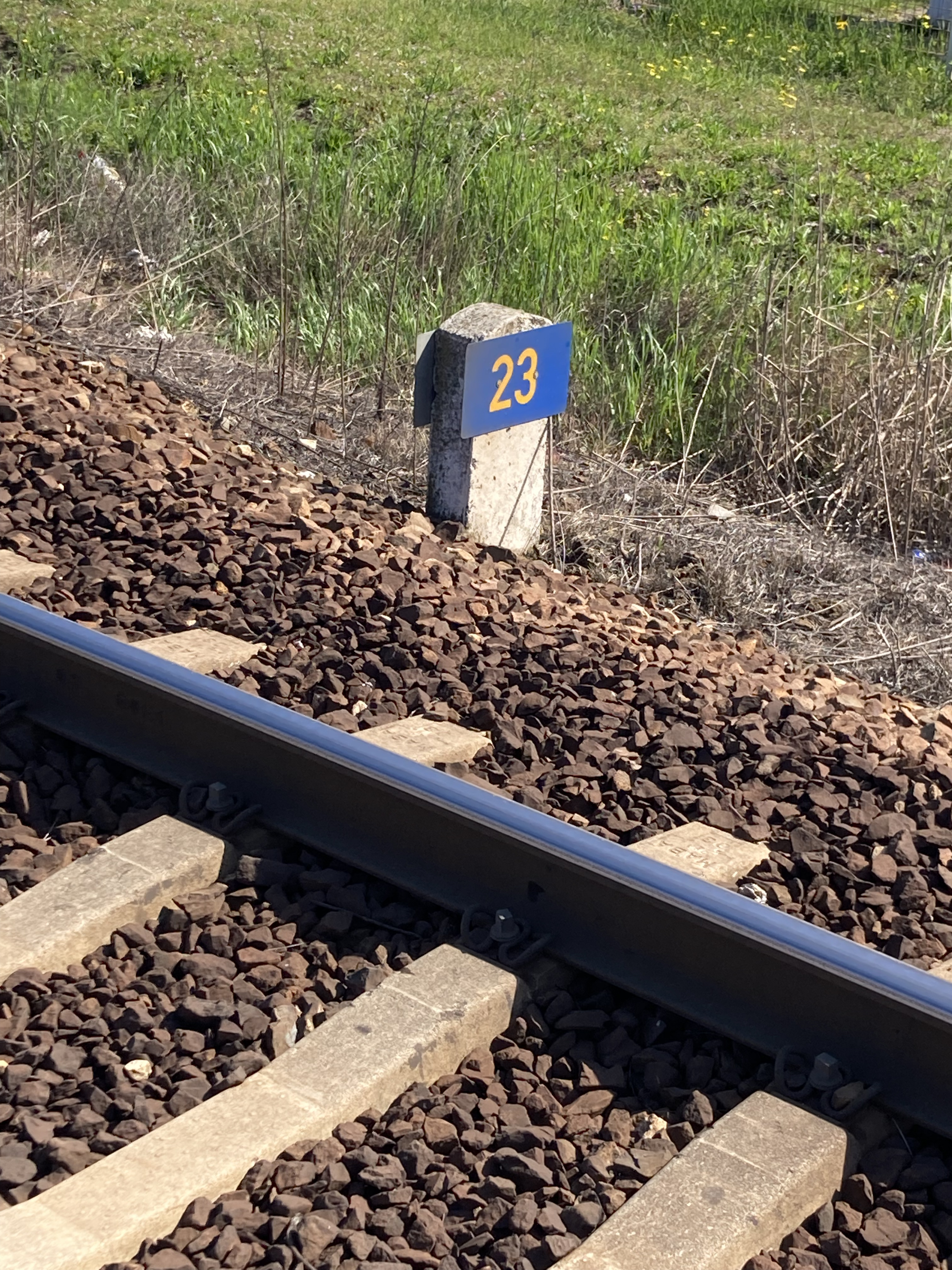
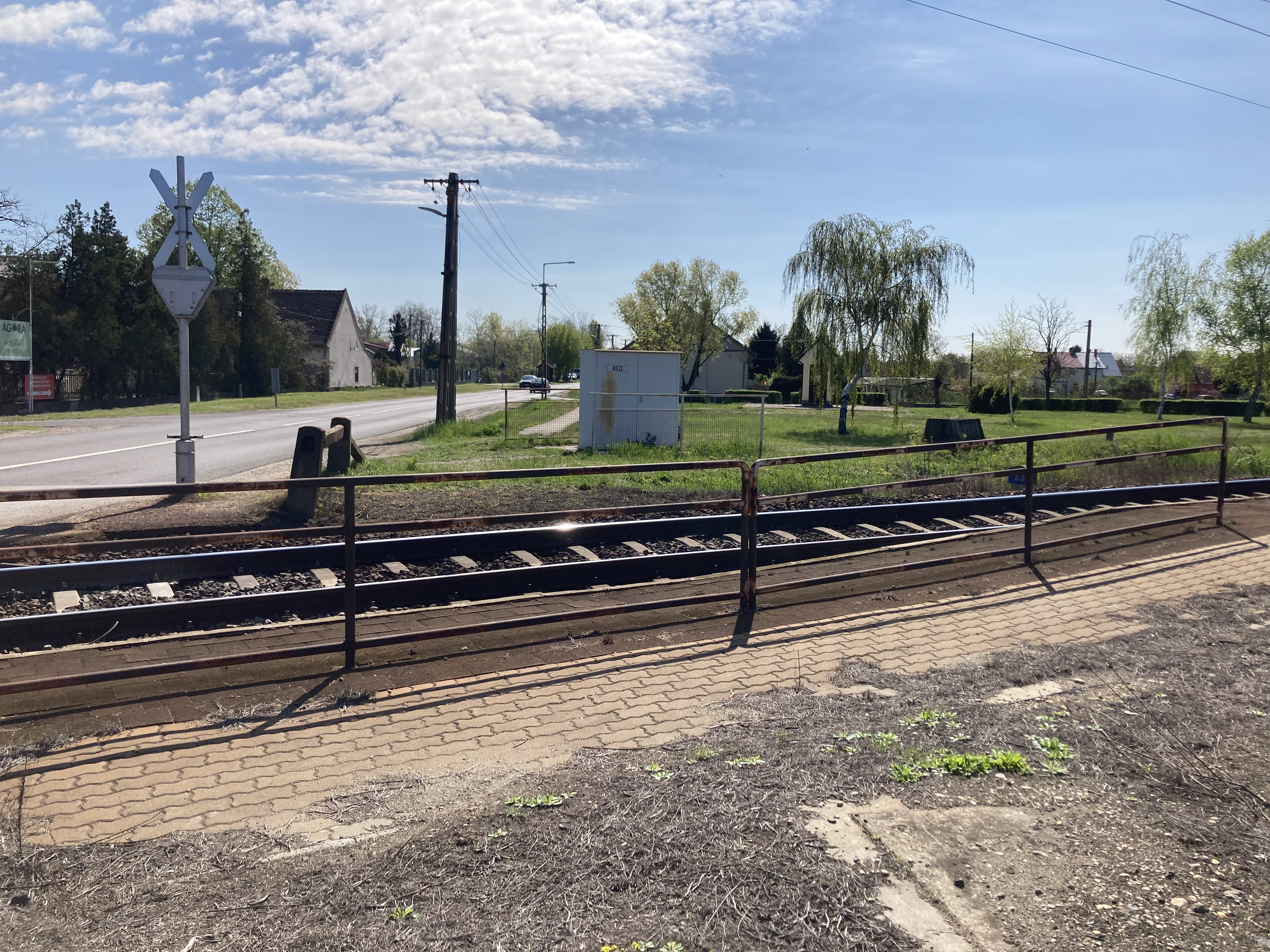
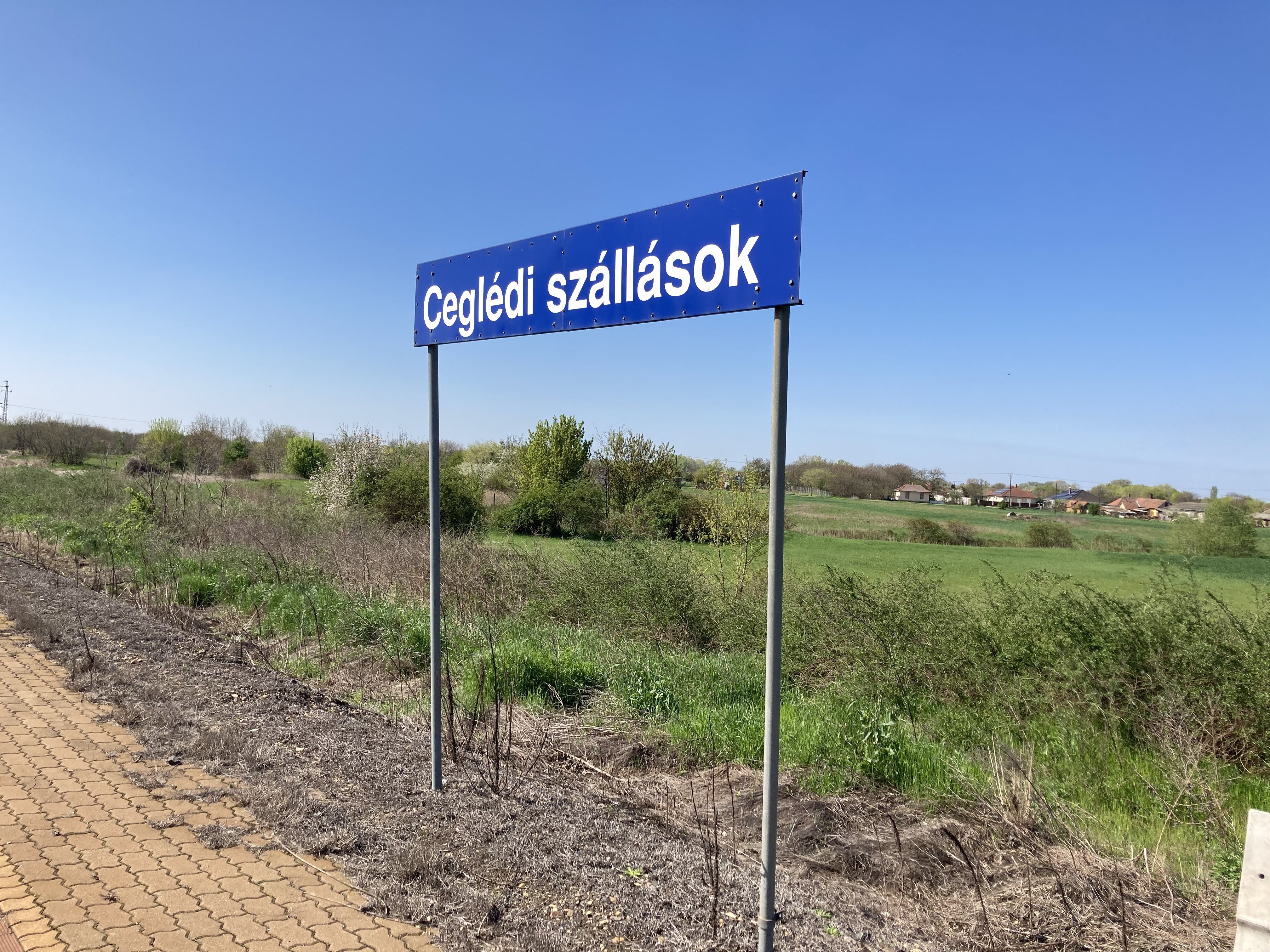

## Megközelítése tömegközlekedéssel
- Helyközi busz:  537, 539, 540, 541, 542